# Torneio FGF Sub-17
O Torneio FGF Sub-17 foi uma competição futebolística de categoria de base organizada de forma excepcional pela Federação Goiana de Futebol (FGF). Foi disputada por seis agremiações entre os dias 14 de novembro e 22 de dezembro de 2020.
O certame foi realizado como substituto do Campeonato Goiano Sub-17, que havia sido cancelado em decorrência da pandemia de COVID-19. O Vila Nova, por sua vez, venceu os dois confrontos contra o Atlético Goianiense pela decisão e conquistou o título.

## Participantes e regulamento
O calendário das categorias de base foram divulgados no início do primeiro semestre pela Federação Goiana de Futebol. O Campeonato Goiano Sub-17, por sua vez, foi definido em um Conselho Técnico realizado no dia 13 de fevereiro. Este iniciou em 14 de março, quando o Vila Nova derrotou o Trindade; contudo, foi suspenso por causa da pandemia de COVID-19 e posteriormente substituído por um novo certame. No entanto, o número de participantes foi reduzido de doze para seis: Anápolis, Atlético Goianiense, Flugoiânia, Itumbiara e Vila Nova. O regulamento, por sua vez, consistiu em duas fases: na primeira, as oito agremiações participantes se enfrentaram em pontos corridos de turno e returno. Após dez rodadas, os dois primeiros colocados se classificaram para a decisão. Esta foi disputada também em partidas, com o mando de campo da última partida para o clube com melhor campanha.

## Resultados

### Primeira fase
- Atlético Goianiense e Vila Nova empataram no número de pontos. O posicionamento final foi decidido nos critérios de desempate, o saldo de gols.
- Fonte: Federação Goiana de Futebol

### Final
| 19 de dezembro | Vila Nova                        | 2 – 1  | Atlético Goianiense | Onésio Brasileiro Alvarenga, Goiânia |
| 09h00min       | Matheus Schmitz 13' · Daniel 19' | Súmula | Kevin 48' (pen)     | Árbitro: Artur de Morais Fernandes   |

| 22 de dezembro | Atlético Goianiense | 1 – 3  | Vila Nova                                | Abrão Manoel da Costa, Trindade     |
| 15h30min       | Lucas Kevin 56'     | Súmula | Jackson 24' (pen), 76' · Jefferson 90+3' | Árbitro: Victor Lucas Pereira Silva |